# Karaberd, Shirak
Qaraberd là một đô thị thuộc tỉnh Shirak, Armenia. Dân số ước tính năm 2011 là 1313 người.